# Le Spa de tous les dangers
Le Spa de tous les dangers (Zephyr Springs ou Deadly Spa) est un téléfilm américain réalisé par Marita Grabiak et diffusé le 1er juin 2013 sur Lifetime.

## Synopsis
Kayla, jeune femme peu sûre d'elle, rêve de faire des vacances avec sa mère, Dawn, une femme d'affaires débordée. Elles se rendent dans un spa tenu par David, un homme séducteur et charismatique. David semble être comme obsédé par Dawn, qui se rapproche aveuglement de lui.
Après d'étranges événements, les choses tournent mal pour Kayla et sa mère.

## Fiche technique
- Titre original : Zephyr Springs ou Deadly Spa
- Réalisation : Marita Grabiak
- Scénario : Kraig Wenman
- Photographie : Pietro Zuercher
- Musique : Russ Howard III
- Langue originale : anglais
- Durée : 88 minutes
- Date de diffusion :
  -  France : 10 mars 2014 sur M6

## Distribution
- Amy Pietz : Dawn
- Johnny Whitworth : David James
- Tracey Fairaway : Kayla
- Kelly Curran : Lori
- Jonathan Decker : Reece
- John Devereaux : Député Henderson
- Charles Fathy : Siddhartha
- Sonia Darmei Lopes : Vita Martinez
- Mauricio Mendoza : Al Martinez
- Melissa Nearman : Melanie
- Devon Werkheiser : Brett

## Accueil
Le téléfilm a été vu par 1,065 million de téléspectateurs lors de sa première diffusion.